# Rio Bonito do Iguaçu
Rio Bonito do Iguaçu è un comune del Brasile nello Stato del Paraná, parte della mesoregione del Centro-Sul Paranaense e della microregione di Guarapuava. Si trova a 447 km dalla capitale dello Stato Curitiba.

## Etimologia
La parola Rio Bonito significa fiume bello e Iguaçu in Tupi vuol dire grande acqua: y (acqua) e gûasu (grande).